# Abrakurrie Cave
Abrakurrie Cave är en grotta i Australien. Den ligger i kommunen Dundas och delstaten Western Australia, omkring 1 200 kilometer öster om delstatshuvudstaden Perth.
Trakten runt Abrakurrie Cave är nära nog obefolkad, med mindre än två invånare per kvadratkilometer.. Det finns inga samhällen i närheten. 
Omgivningarna runt Abrakurrie Cave är i huvudsak ett öppet busklandskap. Genomsnittlig årsnederbörd är 309 millimeter. Den regnigaste månaden är maj, med i genomsnitt 49 mm nederbörd, och den torraste är oktober, med 7 mm nederbörd.